# Michael Jahn
Michael Jahn (* 21. Februar 1965 in Wien) ist ein österreichischer Musikwissenschaftler.

## Leben
Jahn wurde 1992 bei Leopold M. Kantner an der Universität Wien promoviert. Von 1990 bis 1992 arbeitete er für die österreichische Landesleitung des RISM, von 1992 bis 2003 für die Österreichische Nationalbibliothek. Von 1995 bis 2003 war er Landesleiter des RISM in Österreich, 2003 gründete er den Verein RISM-Österreich und wurde dessen wissenschaftlicher Leiter. Seit 2012 führt der Verein den Namen Wiener Opernarchiv. Jahn ist teils Herausgeber, teils Autor der Veröffentlichungen des RISM-Österreich und der Schriften aus dem Wiener Opernarchiv, seinen Forschungsschwerpunkt bildet die Wiener Operngeschichte.

## Schriften (Auswahl)
- Die Wiener Hofoper von 1848 bis 1870. Personal – Aufführungen – Spielplan. (= Publikationen des Instituts für österreichische Musikdokumentation 27). Tutzing 2002.
- Festschrift Leopold M. Kantner zum 70. Geburtstag. (= Studien zur Musikwissenschaft 29). Tutzing 2002.
- Die Wiener Hofoper von 1836 bis 1848. Die Ära Balochino/Merelli. (= Veröffentlichungen des RISM-Österreich B/1). Wien 2004.
- Die Musikhandschriften des Domarchivs St. Stephan in Wien. (= Veröffentlichungen des RISM-Österreich A/1). Wien 2005.
- Von Martha (1847) bis Daphne (1940). (= Veröffentlichungen des RISM-Österreich B/2). Wien 2005.
- Primadonnen, Premieren, Parodien. (= Veröffentlichungen des RISM-Österreich B/3). Wien 2006.
- Figaro là, Figaro quà. Gedenkschrift Leopold M. Kantner (1932-2004). (= Veröffentlichungen des RISM-Österreich A/4). Wien 2006.
- Di tanti palpiti.... (= Veröffentlichungen des RISM-Österreich B/4). Wien 2006.
- Was denken Sie von Wagner? Mit Eduard Hanslick in der Wiener Hofoper. (= Veröffentlichungen des RISM-Österreich B/5). Wien 2007.
- Die Wiener Hofoper von 1810 bis 1836. Das Kärnthnerthortheater als Hofoper. (= Veröffentlichungen des RISM-Österreich B/6). Wien 2007.
- Svanholm war wieder himmlisch. (= Veröffentlichungen des RISM-Österreich B/7). Wien 2008.
- Vergessen. Vier Opernkomponisten des 19. Jahrhunderts. (= Veröffentlichungen des RISM-Österreich B/8). Wien 2008.
- Verismo, Verträge, Verschollen. (= Veröffentlichungen des RISM-Österreich B/9). Wien 2009.
- Die Musikhandschriften des Pfarrarchivs St. Augustin in Wien. (= Veröffentlichungen des RISM-Österreich A/11). Wien 2009.
- Aus Archiv und Oper. Fünf Jahre RISM-Österreich 2004-2009. (= Veröffentlichungen des RISM-Österreich A/12). Wien 2009.
- Wiener historischer Opernführer. (= Veröffentlichungen des RISM-Österreich C/1-11). Wien 2009-2010.
- Donizetti und seine Zeit in Wien. (= Veröffentlichungen des RISM-Österreich B/10). Wien 2010.
- Jahrbücher des RISM-Österreich. (= Veröffentlichungen des RISM-Österreich A/14, 16). Wien 2010-2011.
- Giacomo Meyerbeers Opern in Wien von 1814 bis 1936. In: Jahrbuch des RISM-Österreich 2010 (= Veröffentlichungen des RISM-Österreich A/14). Wien 2010, S. 119–228.
- Die Wiener Hofoper von 1794 bis 1810. Musik und Tanz im Burg- und Kärnthnerthortheater. (= Veröffentlichungen des RISM-Österreich B/11). Wien 2011.
- Wagner und Verdi in Wien I. (= Schriften aus dem Wiener Opernarchiv D/1). Wien 2012.
- Wagner und Verdi in Wien II. (= Schriften aus dem Wiener Opernarchiv D/2). Wien 2014.
- Richard Strauss und die Oper in Wien I. (= Schriften aus dem Wiener Opernarchiv D/3). Wien 2014.
- Wagner und Verdi in Wien III. (= Schriften aus dem Wiener Opernarchiv D/4). Wien 2015.
- Wagner und Verdi in Wien IV. (= Schriften aus dem Wiener Opernarchiv D/5). Wien 2015.